# Michelle Williams (aktorka)
Michelle Ingrid Williams (ur. 9 września 1980 w Kalispell) – amerykańska aktorka, pięciokrotnie nominowana do Oscara, za role w filmach Blue Valentine, Mój tydzień z Marilyn, Fabelmanowie, Tajemnica Brokeback Mountain i Manchester by the Sea.

## Życiorys
Córka polityka, pisarza i handlowca Larry’ego Richarda Williamsa. Wychowywała się w Kalispell i San Diego.
Karierę filmową rozpoczynała w 1993 występem w jednym z odcinków serialu Słoneczny patrol. W 1994 zagrała główną rolę w filmie dla dzieci Lassie, gdzie zagrała m.in. u boku Richarda Farnswortha. W 1998 dołączyła do obsady serialu Jezioro marzeń (ang. Dawson’s Creek) i w krótkim czasie stała się jedną z najpopularniejszych, obok Christiny Ricci i Kirsten Dunst (z którymi łączy ją przyjaźń), aktorek młodego pokolenia w Stanach Zjednoczonych.
Od 2014 roku Michelle Williams jest twarzą firmy Louis Vuitton, występując w kampaniach reklamujących luksusową galanterię oraz ubrania tej firmy.
W 2006 nominowana do Oscara, Złotego Globu, nagrody BAFTA oraz Independent Spirit Awards za rolę drugoplanową w filmie Tajemnica Brokeback Mountain.
Williams była pięciokrotnie nominowana do Oscara. Trzykrotnie nominowano ją za role pierwszoplanowe: w 2010 roku za Blue Valentine, w 2011 za Mój tydzień z Marilyn i w 2023 za rolę w filmie Fabelmanowie. Oprócz występu w Brokeback Mountain (2005), również Manchester by the Sea przyniósł jej nominację za rolę drugoplanową (2016).

## Życie prywatne
Ze związku z tragicznie zmarłym aktorem Heathem Ledgerem, ma córkę – Matildę (ur. 2005)
W 2018 roku poślubiła muzyka – Phila Elveruma. W 2019 roku ogłoszono ich separację.
W 2020 roku poślubiła reżysera teatralnego – Thomasa Kaila (ur. 30 stycznia 1978 w Alexandrii w stanie Wirginia). Ich pierwsze wspólne dziecko urodziło się w czerwcu tego samego roku.

## Filmy fabularne
- 1994: Lassie jako April Porter
- 1995: Gatunek (Species) jako Młoda Sil
- 1995: Timemaster jako Annie
- 1996: Mój syn jest niewinny (My Son Is Innocent) jako Donna
- 1997: Killing Mr. Griffin jako Maya
- 1997: Tysiąc akrów krzywd (A Thousand Acres) jako Pammy
- 1998: Halloween: 20 lat później (Halloween H20: 20 Years Later) jako Molly Cartwell
- 1999: Cheerleaderka (But I’m a Cheerleader) jako Kimberly
- 1999: Dick jako Arlene Lorenzo
- 2000: Gdyby ściany mogły mówić 2 (If These Walls Could Talk 2) jako Linda
- 2001: Pokolenie P (Prozac Nation) jako Ruby
- 2001: Seks, miłość i rock ‘n’ roll (Me Without You) jako Holly
- 2001: Perfumy (Perfume) jako Halley
- 2003: Odmienne stany moralności (The United States of Leland) jako Julie Pollard
- 2003: Dróżnik (The Station Agent) jako Emily
- 2004: Wymyśleni bohaterowie (Imaginary Heroes) jako Penny Travis
- 2004: A Hole in One jako Anna Watson
- 2004: Kraina obfitości (Land of Plenty) jako Lana
- 2005: Nieudacznik (The Baxter) jako Cecil Mills
- 2005: Tajemnica Brokeback Mountain (Brokeback Mountain) jako Alma del Mar
- 2006: Umierający jastrząb (The Hawk Is Dying) jako Betty
- 2006: The Hottest State jako Samantha
- 2007: I’m Not There. Gdzie indziej jestem (I’m Not There) jako Coco Rivington
- 2008: Drogi Osamo (Incendiary) jako Młoda matka
- 2008: Uwiedziony (Deception) jako S
- 2008: Wendy i Lucy (Wendy and Lucy) jako Wendy Carrol
- 2008: Synekdocha, Nowy Jork (Synecdoche, New York) jako Claire Keen
- 2009: Mamut (Mammoth) jako Allison Gould
- 2010: Wyspa tajemnic (Shutter Island) jako Dolores Chanal
- 2010: Blue Valentine jako Cindy Heller
- 2010: Meek’s Cutoff jako Emily Tetherow
- 2011: Mój tydzień z Marilyn (My Week with Marilyn) jako Marilyn Monroe
- 2011: Take This Waltz jako Margot
- 2013: Oz: Wielki i potężny (Oz: The Great and Powerful) jako Annie / Glinda
- 2014: Francuska suita (Suite française) jako Lucile Angellier
- 2016: Manchester by the Sea jako Randi Chandler
- 2016: Kobiecy świat jako Gina
- 2017: Wonderstruck jako Elaine
- 2017: Wszystkie pieniądze świata jako Gail Harris
- 2017: Król rozrywki jako Charity Barnum
- 2018: Jestem taka piękna! jako Avery LeClaire
- 2018: Venom jako Anne Weying
- 2019: After the Wedding jako Isabel Anderson
- 2021: Venom 2: Carnage jako Anne Weying
- 2022: Fabelmanowie (The Fabelmans) jako Mitzi Fabelman
- 2022: Wystawa (Showing Up) jako Lizzy

## Seriale telewizyjne

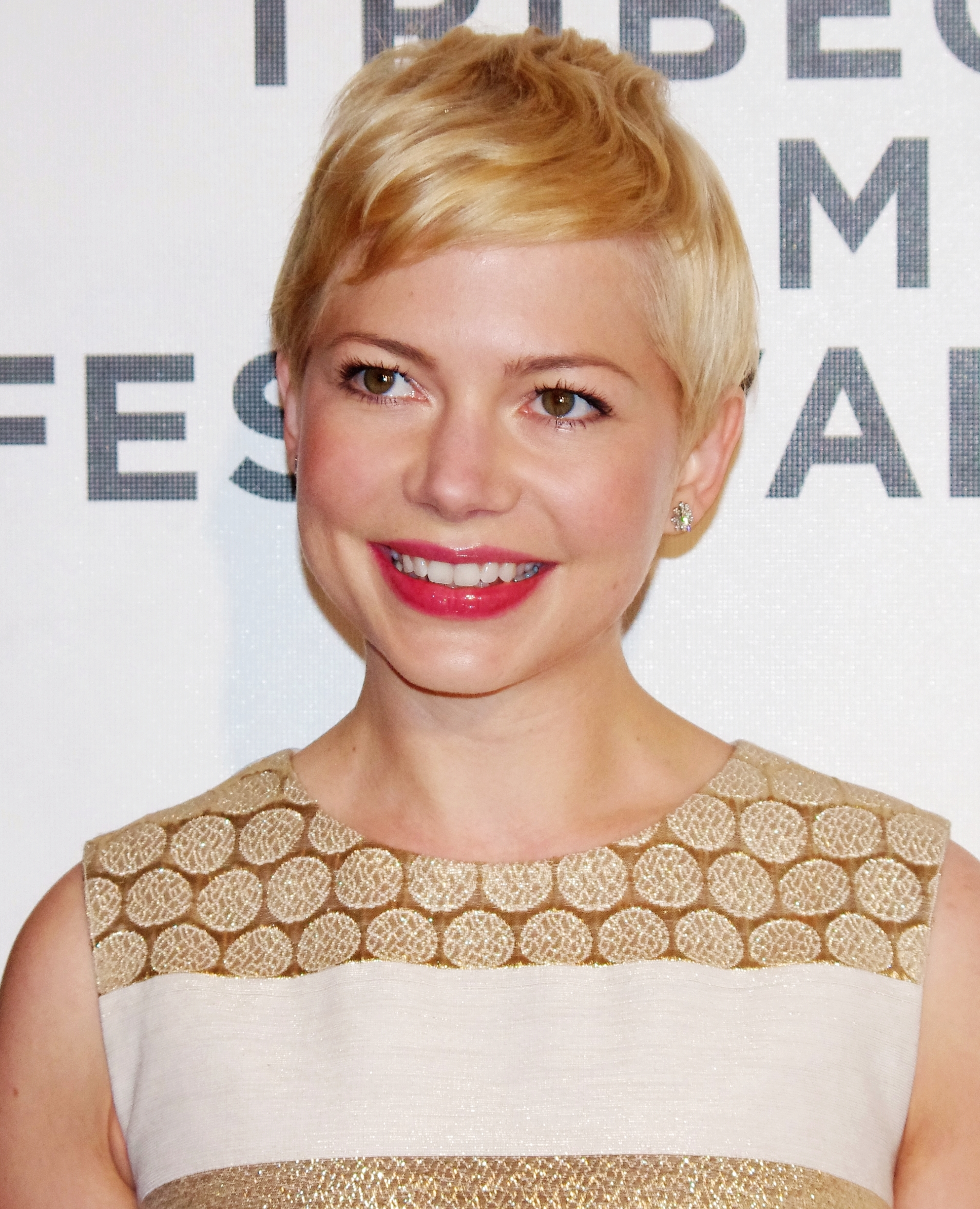
Michelle Williams (2012)

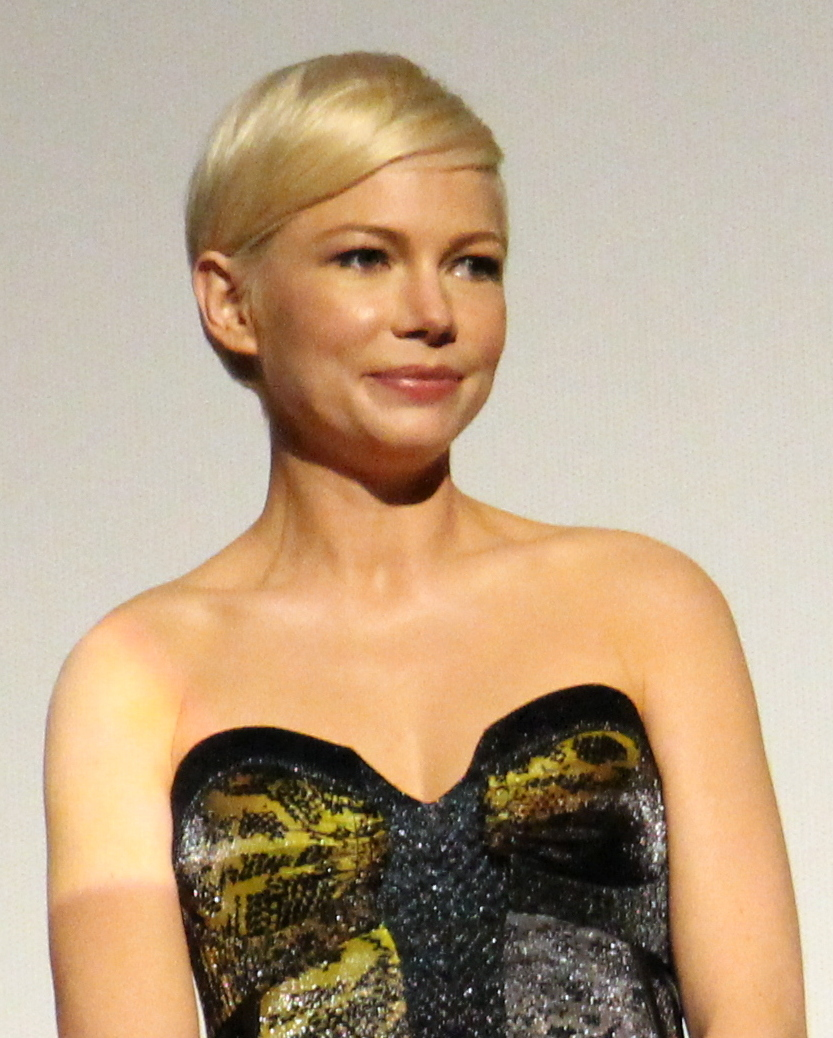
Michelle Williams (2016)

- 1993: Słoneczny patrol (Baywatch) jako Bridget Bowers
- 1994: Krok za krokiem (Step by Step) jako J.J.
- 1995: Raising Caines jako Trish Caines
- 1995: Pan Złota rączka (Home Improvement) jako Jessica Lutz
- 1998-2003: Jezioro marzeń (Dawson’s Creek) jako Jen Lindley
- 2013: Cougar Town: Miasto kocic (Cougar Town) jako siostra Laurie Foster
- 2019: Fosse/Verdon jako Gwen Verdon

## Nagrody
- Złoty Glob dla najlepszej aktorki w filmie komediowym lub musicalu: 2011 Mój tydzień z Marilyn
- Złoty Glob dla najlepszej aktorki w miniserialu lub filmie telewizyjnym: 2019 Fosse/Verdon